# El Jagüey de Malibrán
El Jagüey de Malibrán är en ort i Mexiko.   Den ligger i kommunen Soledad de Doblado och delstaten Veracruz, i den sydöstra delen av landet, 300 km öster om huvudstaden Mexico City. El Jagüey de Malibrán ligger 63 meter över havet och antalet invånare är 109.
Terrängen runt El Jagüey de Malibrán är platt, och sluttar brant österut. Runt El Jagüey de Malibrán är det ganska glesbefolkat, med 39 invånare per kvadratkilometer. Närmaste större samhälle är Soledad de Doblado, 10,8 km nordväst om El Jagüey de Malibrán. Omgivningarna runt El Jagüey de Malibrán är en mosaik av jordbruksmark och naturlig växtlighet.